# 爵位
爵位（しゃくい、仏: titre de noblesse、英: Royal and noble ranks、Title、伊: titoli nobiliari）とは、主に古代から中世にかけての国家や現代における君主制に基づく国家において、貴族の血統による世襲または国家功労者への恩賞に基づき授与される栄誉称号のことである。
別称として勲爵、爵号など。官職と爵位を総称して官爵ということもある。

## 概要
爵位とは貴族の称号を序列化したものであり、国家が賦与する特権や栄典の制度である。
中国およびその影響圏における爵位は古くは中国の周にさかのぼり諸侯の封号として爵位が授けられ、その慣行は清代まで続いた。近代の日本の華族でも用いられ、あるいは西欧の貴族称号の訳語としてヨーロッパ・ロシアの貴族についても用いられた。なお、タイの爵位制度に関してはラーチャウォンを参照。
五爵（ごしゃく）あるいは五等爵（ごとうしゃく）、公・侯・伯・子・男（こう・こう・はく・し・だん）などともいう。有爵者への敬称は「閣下」または「卿」。
天から授かった徳を天爵というのに対して、爵位や位階官禄のことを人爵という。
君主の称号を爵位とみなすかどうかについては、その国の伝統や文化、さらに爵位に対する考え方の違いによって、差異がある。
日本の天皇の場合、天皇は爵位を与える（または認定する）主体であり、爵位を受ける側ではない。
隋の九等爵の場合、その筆頭は「国王」であるが（君主としての「国王」ではない）、それを与える者は隋の皇帝であり、皇帝は爵位を受ける側ではない。
一方、「王爵」「帝爵」という言葉が使われることもあり、「王」や「皇帝」といった君主の称号（君主号）も、広義では爵位の一種とみなすこともある。
中国の場合、皇帝が朝貢国の君主に「国王」を認定することがあり、その場合には「国王」もまた皇帝の下にある爵位のひとつとみなされる。
ヨーロッパの国においては歴史的な成立事情から公国、大公国、侯国といった名称を名乗るものがあり、そこでは有爵者は君主や国家元首とされている。
このように、爵位が君主号の役割を果たす場合もある。
今日、君主制ではない、いわゆる共和国ではもちろんのことであるが、君主国の系譜を引くフランスや日本などでも、貴族制度、華族制度が廃止となるなど、公式に爵位を定めない国もある。その場合においても特にフランスなどに代表されるように、一部では慣習として爵位を私称し続けたり、その私称を継承し続けている旧貴族層も存在している。
なお君主制あるいは自国に爵位制度が存在するかに関わらず、外国の爵位が贈呈されることも少なくなく、国際親善や特定の国に利益をもたらした人物に、その国から爵位が贈呈される場合もある。また一部には寄付により爵位を贈呈する国や自称国家もある。

### 爵位等級
日本における序列は概ね以下のとおりである（英語名は男性、女性の順で表記）。
| 称号      | 英語名           |
| --------- | ---------------- |
| 皇帝 天皇 | Emperor, Empress |
| 王        | King, Queen      |
| 親王 王子 | Prince, Princess |

| 称号 | 英語名                                                                                        |
| ---- | --------------------------------------------------------------------------------------------- |
| 大公 | Archduke, Archduchess Grand Prince, Grand Princess Grand Duke, Grand Duchess Prince, Princess |
| 公爵 | Prince, Princess Duke, Duchess                                                                |
| 侯爵 | Marquess/Marquis, Marchioness                                                                 |
| 伯爵 | Earl/Count, Countess                                                                          |
| 子爵 | Viscount, Viscountess                                                                         |
| 男爵 | Baron, Baroness                                                                               |

但し、あくまで日本語と、それに対応する英訳の一例であり、このような序列が国際的に共有されているわけではない。また教皇はその宗教的性格、および複数の王国の長という意味がないことなどから別格とされる。princeは王子と訳されることが多いが女王の夫（王配）をprince、姉妹をprincessと呼ぶなど、親王が完全に対応するわけではないが近い訳である。また、王のうち君主を意味する国王ではない爵位としての王はKingではなくPrinceと訳される。

## 東洋の爵位

### 日本における爵位

#### 古代の爵位：カバネ
日本では東洋・西洋諸国に定められる、いわゆる爵位制度を正式に定めるのは明治時代以降のことである。
古くは、氏姓制度の中で大臣や大連、臣、連など豪族の氏に対して与えられる称号である「カバネ」が日本独自の爵位制度として存在していた。
しかし飛鳥時代に入ると、中国王朝への朝貢と服属によらない対等な国づくりを目指した聖徳太子により、十七条憲法と行政機構の整備が進められたことにより、国内統治の根幹をなす官僚の身分秩序として冠位十二階が制定され、従来の氏族の序列による氏姓制度に取って替わるようになった。この冠位は中国の爵位を意識して整備されたものであり、実質的に爵位としての機能を果たすものとなった。
中国の爵位制度や古代日本の八色の姓が冠位十二階と異なるのは、前者が有力氏族の血筋を階級化する人爵であったことに対し、後者の冠位は孟子の唱えた天爵、即ち仁・義・忠・信の人徳を備えた人物像を尊ぶ五行思想に基づく点である。
冠位十二階は、登用は氏族の出自によらず、人物の器識徳量に応じて登用するという、今日の能力主義の見地に立った身分制度であった。一方で、従来のカバネは消滅することなく存続し、天武天皇の代に八色の姓として再編された。氏族の出自は官人の選考要件のひとつとして看做されてはいたが、701年（大宝元年）の大宝令、718年（養老2年）の養老令で冠位制度に代わり位階や勲位が設けられていく中で、出自により細分化されていたカバネも次第に朝臣の姓に集約されていくようになり、カバネ自体の等級的な性質は次第に失われていった。

#### カバネの形骸化：位階制と家格
制度面では氏族の序列であるカバネが形骸化し、能力主義を基底とした冠位十二階が位階制として発展していく一方で、政治の実態はむしろ能力主義による天爵の精神から、氏族の出自により登用される人爵としての性格に回帰していった。当初は様々な氏族が登用されてきた位階制も、次第に政争を通じて、藤原氏に代表される上級貴族に高位高官が占められるようになった。
新たな位階制の下では皇親たる親王の品階を一品から四品と定め、それ以外の親王を無品親王とし、諸王の位階を正一位から従五位下までの十四階に分けた。
人臣は正一位から少初位下までの三十階に分けられ、この位階のうち国司の長官に相当する従五位下以上がいわゆる貴族と位置付けられる。従五位下を別称して松爵、栄爵といわれるようになり、従五位下に叙せられることを叙爵と称されるようになった。
大宝令の中で特徴的であるのが蔭位の制である。この制度では高位者の子弟を貴族、または貴族に準ずる官位に叙する仕組みが整えられ、貴族政治の色彩が強まったのである。平安時代以降になると、有力氏族ごとに叙位任官者の推薦枠が保障される氏爵が設けられるようになった。年度ごとに、同一氏族の一門同士で叙位任官者を推挙する年爵や、一門を順送りに叙位任官させる巡爵といった慣行が発生したのはその例である。朝廷の位階制度は、有力な院宮王臣家に独占されていくことになった。やがて同一氏族の中でも嫡流庶流の別はもちろん、母の身分、父祖の官位に応じて個々の家系ごとに昇ることができる官位の上限、すなわち極位極官が固定化していくことになり、鎌倉時代以降、公家、武家とも家格が細分化されていくことになったのである。
平安時代から鎌倉時代以降、貴族は主に公卿を中心とした公家と、武士を中心とした武家に分かれた。
公家の序列は藤原摂関家の子孫を中心とした摂家を筆頭に、清華家、大臣家、羽林家、名家、半家に分けられ、家々で任ぜられる極位極官が定められた。
武家における家格は政治の実権を長く握っており、多くの家臣を統率する観点から公家の格式以上に複雑なものとなった。武家の血統では武家政治の時代を通じて将軍家の一門、有力家臣の家系、姻戚関係が重視され、鎌倉時代は将軍と同じ清和源氏の一門のうち、特に認められた者を門葉と称した。足利将軍家の一門は足利一門と、徳川将軍家の一門は家門大名と称され、叙位任官など格式や人事面で優遇された。
将軍の一門については、足利一門が政治の実権を握った室町時代を除いて政治への参画は敬遠され、ただ将軍家の連枝として格式のみ保障されることが多かった。一方、人事面で政治の要職に登用されたのは、それぞれの時代で幕府草創に功労のあった武家であった。
鎌倉時代はともに有力御家人であった三浦氏、和田氏、安達氏との政争に勝利した北条氏が執権職を世襲し、その他の役職も北条氏および姻戚関係にある有力御家人で守護・地頭職が占められるようになる。
室町時代は足利一門および有力守護の家系で構成された三管領四職七頭の格式が整い、特定の武家に幕府の役職が世襲された。
江戸時代以降となると武家の格式がさらに複雑化することとなり将軍の家臣は直参とされ、1万石以上の武家を大名、将軍御目見え以上を旗本、御目見え以下の直参を御家人といい、大名の家臣を陪臣といった。また大名についてはその身分格式が細かく、将軍一門の家門大名、徳川古参の家臣たる譜代大名、それ以外の外様大名に分けられ幕政への参画の道は譜代大名にのみ開かれた。特に、幕府職制の最高職たる大老は井伊氏、酒井氏、堀田氏などに限られ、老中には幕府の中で京都所司代や若年寄など重職を経た譜代大名が登用されたのである。
一連の鎌倉時代から江戸時代までの変遷の中で武家の格式もかなり細分化が進む。室町時代以降は特に足利一門や有力守護に対しては将軍の通字である「義」または当代の将軍の諱の文字の一字を賜る将軍偏諱という新たな栄典が生まれ、足利姓を称する一門は鎌倉公方や篠川御所、稲村御所など公方号や御所号を称するようになり、また有力守護に対しては屋形号および白傘袋毛氈鞍覆の使用が与えられ、守護代には唐傘袋毛氈鞍覆の他、塗輿などが免許されるなど家系の序列に応じた栄典が整っていった。とりわけ将軍偏諱と御所号、屋形号の免許については江戸時代に室町時代からの名家や国主大名に与えられる恩典として踏襲されていった。
安土桃山時代に豊臣秀吉から豊臣氏や羽柴姓が大名に下賜される慣例が生まれ、江戸幕府の下では将軍家から国主大名や将軍の寵臣に対し松平姓が下賜されるなど武家に対する栄典が拡充されていった。加えて江戸幕府の下では大名の家柄や石高に応じ伺候席が定められ、御三家や100万石を領する加賀藩などの大廊下を筆頭に大広間、溜間、帝鑑間、柳間、雁間、菊間広縁に分けられた。官位への任免は大名をはじめ上級旗本、御三家の上級家臣に限られ、外様大名では加賀藩家老の本多氏のみ従五位下への叙爵のみ許されるなど江戸時代にはその身分制度もかなり複雑化されていくようになった。

#### 近代における華族制度
一連の複雑な身分制度にとって大きな転換期となったのは、明治維新である。1868年（明治2年）の王政復古で新政府が発足した後、1869年（明治2年）の版籍奉還により、かつての大名が持っていた所領は天皇に奉還され、旧大名は知藩事として処遇されたが、段階的に各大名家の統治機構を中央政府の下に吸収し、1871年（明治4年）の廃藩置県により藩は廃止されて国直轄の県となった。明治政府は江戸時代以前の身分制度を四民平等の下で廃止する一方、1869年7月25日（明治2年6月17日）、太政官達「公卿諸侯の称を廃し改て華族と称す」により華族制度を創設し、代々天皇に仕えた公家と、三百諸侯として全国に割拠した大名を天皇の藩屏に組み込んだ。
1877年（明治10年）には、民事裁判上勅奏任官華族喚問方（司法省達）が交付され、華族は刑事裁判の当事者であっても出廷の義務がない（華族家人職員に出廷を代理させることができる）ことが定められた。
1884年（明治17年）7月7日、明治天皇の華族授爵ノ詔が公布され、五爵という概念が創設されたが、この詔は爵の種別までは規定していない。
華族に列せられていた元公卿・元諸侯等と、国家功労者の家の戸主に与えられた公・侯・伯・子・男の五爵が法文の中に現れるのは、華族令（明治17年奉勅達）の第2条である。
有爵者及びその嫡子、これに加えてその夫人は爵位次第録に登録した。爵位次第録に於いては爵と位を以て次第を定め、宮中席次とは異なりその順序に官等や勲等は用いなかった。
1886年（明治19年）の華族世襲財産法により、華族は差押ができない世襲財産を設定することができるようになった。世襲財産は土地と公債証書等であり、毎年500円以上の純利益を生ずる財産は宮内大臣が管理する。全ての華族が世襲財産を設定したわけではなく、1909年（明治42年）時点では世襲財産を設定していた華族はわずかに26%にすぎない（特に男爵は少なく7%）。
明治憲法制定により貴族院が設置されると、その議員の種別として華族議員が設置された（ほかに皇族議員と勅任議員がある）。公侯爵の爵位保有者は30歳以上になると全員が終身の貴族院議員に列した。伯子男爵の爵位保有者は同爵位者の間での連記・記名投票選挙（選挙権は成年、被選挙権は30歳以上に与えられる。選挙は費用を含めて同爵者間の自治に委ねられており、選挙運動の取り締まりもない。当選者は手続きなしで自動的に貴族院議員となる）によって1/5程度（伯爵は18人、子爵男爵はそれぞれ66人）が任期7年の貴族院議員となる。公侯爵議員は公卿や大藩大名の子孫や国家功労者の2代目などが多かったので、貴族院での活躍はあまり見られなかった。本会議出席状況すら十分ではなく、特に現役陸海軍軍人である公侯爵は皇族に準じて出席しないのが慣例になっていた。そのため大正時代の政治課題の一つになっていた「華族議員の弊害」という問題は主に伯爵以下の議員たちのことであり、定員問題以上に批判の対象となった。
衆議院議員選挙法に基づき、有爵者は衆議院議員になることはできなかった。そのため衆議院議員として活躍し立候補を希望する者が叙爵されてしまうと政治的権利の制約になる可能性がある点に注意が必要だった。たとえば板垣退助は民撰議院（衆議院）の設立を構想し、授爵を避けようとしたのもそのためであり、同様に原敬も立憲政友会総裁になる前から衆議院議員になれなくなることを警戒し、叙爵を回避しようと運動していた（原敬日記にしばしばこうした記述がある）。また高橋是清は衆議院議員選挙立候補のため、嗣子に子爵位を相続させて自らは分家として平民になることで対応している。
日韓併合後には旧韓国皇室が日本の皇族に準じる礼遇を受ける王公族となった。皇帝・皇太子・前皇帝が王族、それ以外の皇帝近親者が公族に列した。
1910年（明治43年）の朝鮮貴族令により朝鮮貴族の制度が設けられ、朝鮮人の勲功者に華族と同じ公侯伯子男の爵位が授けられるようになった（ただし朝鮮貴族の公爵に叙された者は現れず、朝鮮貴族の最上位の爵位は侯爵だった）。朝鮮貴族は、皇室から特別な礼遇を受け、その監督に服する点では華族と同じだったが、貴族院議員になる特権がなかった点が華族と異なった。
1906年（明治39年）には宮内省達第二号華族就学規則が制定され、宮内大臣が監督した。
1907年（明治40年）の華族令改正では華族の範囲について有爵者たる戸主とその家族と定められた。次男以下が分家した場合は平民である。またこの改正の際に爵位継承のためには相続人が6か月以内に宮内大臣に家督相続の届け出を行うことが義務付けられ、期間内に届け出がなかった場合は爵位を放棄することができる結果となった（ただこれ以前にも爵位返上した例はあった）。
1910年（明治43年）には、華族戒飭令が定められ、地位の剥奪などの懲戒処分を審議する宗秩寮審議会が設置された。
1886年（明治19年）1月時点における爵位保持者の人口は525名でその親族は合計3419名であった。華族令制定後、毎年多数の叙爵が行われ、最終的には1016名が叙爵されている（陞爵は除く）。

##### 1884年（明治17年）7月7日の叙任
華族授爵の詔勅による叙任者は以下の通り（1884年（明治17年）7月8日 官報に記載された順による）。
| 公爵 | 侯爵 | 侯爵 | 伯爵 | 伯爵 | 伯爵 | 子爵 |
| --- | --- | --- | --- | --- | --- | --- |
| 授公爵 従一位勲一等 九条道孝 正五位 鷹司熙通 従五位 二条基弘 近衛篤麿 一条実輝 従三位 徳川家達 依偉勲特授公爵 従一位大勲位 三条実美 正二位勲一等 島津久光 従二位勲二等 毛利元徳 島津忠義 | 授侯爵 正二位 広幡忠礼 醍醐忠順 正二位勲一等 徳大寺実則 正二位勲二等 浅野長勲 正二位 徳川茂承 従二位勲三等 蜂須賀茂韶 正三位勲四等 久我通久 正三位勲三等 西園寺公望 従三位勲三等 佐竹義堯 細川護久 鍋島直大 山内豊範 池田章政 | 従四位 前田利嗣 菊亭脩季 正五位 池田輝知 従五位 徳川篤敬 黒田長成 徳川義礼 （位階なし） 花山院忠遠 大炊御門幾麿 依勲功特授侯爵 従一位勲一等 中山忠能 依父孝允勲功 特授侯爵 従五位 木戸正次郎 依父利通勲功 特授侯爵 従五位 大久保利和 | 授伯爵 正二位 中院通富 正三位 山科言縄 飛鳥井雅望 従三位 油小路隆晃 三条西公允 園基祥 従三位勲四等 橋本実梁 従三位勲二等 柳原前光 正四位 松平茂昭 滋野井公寿 正四位勲二等 四条隆謌 正四位 鷲尾隆聚 津軽承昭 従四位 井伊直憲 松平頼聡 冷泉為紀 葉室長邦 正親町実正 伊達宗徳 藤堂高潔 上杉茂憲 柳沢保申 従四位勲五等 万里小路通房 | 従四位 坊城俊章 清閑寺盛房 前田利同 甘露寺義長 勧修寺顕允 中御門経明 酒井忠篤 溝口直正 正五位 嵯峨公勝 姉小路公義 室町公康 南部利恭 戸田氏共 従五位 堀田正倫 奥平昌邁 烏丸光亨 阿部正桓 中川久成 小笠原忠忱 伊達宗基 従五位勲六等 広橋賢光 従五位 清水篤守 酒井忠道 立花寛治 日野資秀 徳川達孝 有馬頼万 久松定謨 松平直亮 清水谷実英 徳川達道 | （位階なし） 松木保丸 庭田重直 松平基則 依勲功特授伯爵 正三位勲二等 東久世通禧 従三位勲一等 黒田清隆 正四位勲一等 大木喬任 寺島宗則 山県有朋 伊藤博文 井上馨 西郷従道 川村純義 山田顕義 松方正義 大山厳 佐々木高行 依父真臣勲功 特授伯爵 （位階なし） 広沢金次郎 | 依勲功特授子爵 正四位勲一等 福岡孝弟 従四位勲二等 鳥尾小弥太 三浦梧楼 中牟田倉之助 谷干城 伊東祐麿 三好重臣 曾我祐準 高島鞆之助 樺山資紀 正五位勲二等 野津道貫 仁礼景範 |
| ※男爵は、この官報に掲載されていない。 | | | | | | |

##### 1884年（明治17年）7月8日の叙任
華族授爵の詔勅による叙任者は以下の通り（1884年（明治17年）7月9日 官報に記載された順による）。
| 公爵                                                      | 伯爵                 | 伯爵          |
| --------------------------------------------------------- | -------------------- | ------------- |
| 依贈太政大臣具視偉勲特授公爵 従四位勲四等 岩倉具定        | 授伯爵 正四位 松浦詮 | 従四位 宗重正 |
| ※子爵および男爵は、叙任者数過多により、ここでは省略する。 |                      |               |

##### 叙爵基準
叙爵の基準について華族叙爵内規では「公爵ハ親王諸王ヨリ臣位に列セラルル者 旧摂家 徳川宗家 国家二偉功アル者」、侯爵は「旧清華家 徳川旧三家 旧大藩知事即チ現米拾五万石以上 旧琉球藩王 国家二勲功アル者」、伯爵は「大納言迄宣任ノ例多キ旧堂上 徳川旧三卿 旧中藩知事即チ現米五万石以上 国家二勲功アル者」、子爵は「一新前家ヲ起シタル旧堂上 旧小藩知事即チ現米五万石未満及ヒ一新前旧諸侯タリシ家 国家二勲功アル者」、男爵は「一新後華族二列セラレタル者 国家二勲功アル者」と定められていた。ただし内規と実際の運用が異なっていたケースとして、内規では皇族が臣籍降下して華族になると公爵に列せられるはずだが、実際には臣籍降下で公爵に叙せられた者はなく、侯爵か伯爵だったことなどがある。
旧公家や旧武家の叙爵については、特に鎌倉時代から江戸時代までの家格に重きをおきつつ複雑に細分化された格式は考慮の対象外とするなど合理的な判断基準が採用された。とりわけ華族の中核たる堂上華族については清華家に次ぐ格式を誇る大臣家の格式が無視され、半家同様と位置付けられた。武家においても石高を重視する一方で伺候席の序列や室町幕府由来の格式が無視され、これらのことから一部の公家や武家からの反発を生み処遇を不満とした華族当事者やその旧家臣から陞爵運動が起きた。また爵位の授与対象として検討されながらその恩典に与らなかった士族については族称のみ相続が許され、反対に士族授産や廃刀令により逆に身分的特権が剥奪されていくことになり国内各地で士族反乱が発生することとなった。

##### 財産状況
華族の財産状況については家ごとに様々であるが、一般に旧大名華族は裕福で旧公家華族は貧しい傾向があった。旧大名華族は数多くの不動産を所有し、使用人の数も多く、豪勢な生活を送っている者が多かった。しかし彼らの日本国内における所得面の比重も時代を経るごとに徐々に減っていき、相対的な地位としては低下していった。1887年（明治20年）当時には全国所得番付上位30人のうち大名華族が15人を占めていたが、1933年（昭和8年）の同番付ではわずか3人に減っていることからもそれがうかがえる。これに対して公家華族は家計が逼迫している者が多く、明治45年皇室令第三号旧堂上華族保護令により旧公家華族には一定の配分が行われるようになった。昭和期には朝鮮貴族に貧窮状態に陥っている者が多かった。

##### ヨーロッパ貴族との比較
華族は世間から「皇室の藩屏」として尊ばれはしたが、その特権はささやかな物であり、貴族院議員になりえること、差し押さえができない世襲財産を設定できること、爵位に相当する礼遇を受けることができること、家範（家憲）に法定効力をもたせることができることなどに限られる。プロイセン貴族などにみられるような軍役免除、免税特権、地域支配的諸権利といった平民に比べて圧倒的に有利になる特権は日本の華族には存在しなかった。日本の華族とイギリスの世襲貴族との共通点としては爵位家の戸主にのみ与えられたこと、貴族院議員になることができるが、衆議院議員（庶民院議員）になることができないことなどがあった。ただしイギリスでは1999年貴族院法以前は全世襲貴族が自動的に貴族院議員に列していたので爵位の等級による選出方法の違いはなかった。また1999年貴族院法制定により世襲貴族の議席数が制限された後のイギリスでは貴族院議員にならなければ庶民院議員になることが可能となっている。

##### 1947年（昭和22年）5月3日 華族の廃止
1947年（昭和22年）に華族制度が廃止された際の華族家の数は890家だった。
1947年（昭和22年）5月3日に施行された日本国憲法第14条（法の下の平等）において「華族その他の貴族の制度は、これを認めない」と定められたことにより華族制度や爵位は廃止された。貴族と華族はほとんど同義であるが、「その他の貴族」という表現には王公族や朝鮮貴族を含む。以降は日本国内において爵位が国の制度や社会に果たす役割は完全に消滅したといえる。しかし、戦後も国内外で功績ある日本国民に対して諸外国から爵位に叙せられる例がある。なお、正式な爵位・称号を授かってもいないのにこれを詐称することは軽犯罪法第1条15号に禁ずる行為となる。

### 現代日本における爵位
21世紀現在の日本において「爵位」は、様々な物語の設定として欠かせないものとなっている。
大半が「西洋の爵位」に基づき身分や階級、特権階級と庶民の対比など現代日本には存在しない（とされる）社会制度をバックボーンとして用いている。とりわけライトノベルにカテゴライズされる物語分野では、ファンタジーと並ぶ定番要素となっている。

### 琉球国の爵位
琉球国には身分序列に応じて王子（おーじ）・按司（あじ・あんじ）・親方（うぇーかた）・親雲上（ぺーちん・ぺーくみー）・里之子（さとぅぬし）・筑登之（ちくどぅん）など、爵位に準じた称号がある。女性については王妃を佐敷按司加那志（さしきあじがなし）、側室を阿護母志良礼（あぐんしたり・あごもしられ）、王の乳母などの女官を阿母志良礼（あんしたり・あもしられ）などと称した。また、臣下に嫁した王女および王子の妃は翁主（おうしゅ）と呼んだ。琉球国の称号および位階については、詳しくは琉球の位階を参照されたい。

### 中国における爵位

#### 秦以前の爵位
中国語における爵は、本来、中国古代の温酒器を意味する三本足の青銅器である。中国の古代王朝ではこの爵を人物の徳や身分を指す概念として用いるようになった。その起源は氏族制の時代に宴席での席次を定める習俗にあるとされる。
『孟子』（告上篇）には「天爵なる者有り、人爵なる者有り」といい、孟子は忠・孝・仁・義などの人徳を指し天爵と呼び、社会的地位である通常の爵位を人爵と呼んで、制度としての爵位（人爵）を精神的な価値（天爵）の下に置く思想を唱導した。儒教の経典の主張するところによると夏王朝には公・侯・伯・子・男の五等があり、それが殷代には公・侯・伯の三等となり周代には再び五等となったとされる。
『書経』（王制篇）によると公侯伯子男の5位はその領地の大小広狭によって5段階に分けたものである。ただし、例外事項が少なくとも二つあり、第一に諸侯は爵位の上下にかかわらず自国の領内ではすべて公と自称・呼称されるのが礼とされた（爵位はあくまでも周王朝の朝廷における順位にすぎないのに対し、ここでいう公は爵位ではなく「領主」とか「殿様」ぐらいの意味）。第二に周礼によると異民族の国々の首長は領地面積の大小にかかわらずすべて子の爵位しか与えられなかったとされる（これも周王朝内部の建前であり、自国内では公または王を自称した）。この二項は現在残る歴史書の記述にも合致している（ただし異民族の首長が子爵を与えられていると自認していたという考古学的証拠はない）。さらに爵位とは別に「禄位」というものがあり、爵位と禄位が並行されていた。禄位とは公・卿・大夫・士であるが、これは仕える君主（諸侯）が五等爵位のどれであるかによって例えば同じ「大夫」であっても相互の地位の高さに違いがあったり、さらに細かく（例えば上大夫・下大夫のように）分かれたりした。
甲骨文、金文等の同時代資料を用いた歴史学の実証的な研究により、これらの時代に実在した都市国家支配層や共同体の成員には爵位の原型とされる称号はあったものの、五等爵のように序列化されたものではなかったことが明らかになっている。きれいに序列化された五等爵は、戦国時代に過去の時代の在り方を以て当時の政権に正当性を与えるために、諸子百家により整理され、序列化されたものではないかとする説が有力になってきている。
実際の爵位については、制度としてどこまで整理されたものかは不明だが、いわゆる爵位に該当または類似したものとして、
- 婦（殷爵。女性の爵位で巫女的な存在。最高位だったが周代では格下げされ士階層の配偶女性をさす言葉になった。例：婦好）
- 子（殷周共通。殷では王族（王子）の意味で「婦」に次ぐ高位の都市の領主。周代には格下げされ都市共同体の大夫階層をさした。例：微子啓、孔子）
- 公（周爵。「侯」の中の特別に格付けされたもの。例：周公旦、召公奭）
- 侯（殷周共通。都市国家の首長）
- 伯（殷周共通。殷では王権の親衛隊的存在だったが、周では都市国家に従属する小都市の長。例：西伯昌、伯邑考）
- 叔（周爵。諸侯の兄弟の意で、都市国家に従属する小都市の長。例：蔡叔度、唐叔虞）
- 亜（殷爵。亜の字は王を取り囲む者の意味で、殷王の親衛隊的存在）
- 男（殷周共通。殷の下層首長を管理する徴税官的存在。周では都市共同体の大夫階層）
- 田（殷爵。「男」の下位の首長層）
- 方（殷爵だが『周礼』における子爵に該当。「邦」の語源で、外国の王や異民族の首長をいう。例：鬼方）

の存在が知られている。

#### 秦・漢の爵位
秦では商鞅の第一次変法により軍功褒賞制と爵位制が設けられ、二十等爵制として軍功により爵位を与えた。その爵位により、土地の保有量や奴婢数など生活水準が決められていた。
前漢には秦の軍功爵制を改め、軍功に限らず身分に応じて軍功爵の爵位を与えた。更に二十等爵の他に王爵を設けたが、これは次第に皇族に限られることとなった。また、爵位を持つ者は土地の保有を許可された。
二十等爵とは第二十級の徹侯（後に武帝の避諱から通侯・列侯と呼ばれた）を筆頭に第十九級の関内侯、第十八級の大庶長、第十七級の駟車庶長、第十六級の大上造と続き以下少上造、右更、中更、左更、右庶長、左庶長、五大夫と続いた。ここまでが官爵であり十二等に分かれることから十二等爵ともいい、官吏に与えられた。第八級の公乗以下、公大夫、官大夫、大夫、不更、簪裊、上造、公士までを民爵といい民に与えられた。これらの上に諸侯王、さらには天子が君臨することから実質的には二十二等爵である。
漢武帝の代には軍事費調達のために売爵が行われ爵位の価値が低くなったため、軍功による爵位として別に武功爵が設定された。これは第十一級の軍衛を筆頭に第十級の政戻庶長、第九級の執戎、第八級の楽卿と続き以下千夫、秉鐸、官首、元戎士、良士、閒輿衛、造士といった。しかしこれらの武功爵も後に売爵の対象となった。
後漢代に入ると爵位の価値は更に軽くなり列侯、関内侯のみが爵とされ、列侯はさらに県侯、郷侯、亭侯などに細分された。

#### 魏晋南北朝の爵位
曹魏に至ると秦漢以来の二十等爵を廃止して、儒教経典の公・侯・伯・子・男を擬古的に復活させた。文帝の黄初年間に王・公・侯・伯・子・男・県侯・郷侯（最初郷侯の下に亭侯が置かれていたが後に省かれる）・関内侯の九等の爵制が定められた。222年（黄初3年）には皇子を王に封じ、王子を郷公に封じ、王世子の子を郷侯に封じ、公子を亭伯に封じていた。その後224年（黄初5年）には諸王の爵位が皆県王に改められ、明帝の232年（太和6年）に再調整されて郡王となった。以上の九等の外に庶民や兵士に対しての賜爵もあり、関内侯の下には名号侯・関中侯・関外侯・五大夫侯が創立された。
晋の武帝の275年（咸寧3年）に王・公・侯・伯・子・男・開国郡公・開国県公・開国郡侯・開国県侯・開国侯・開国伯・開国子・開国男・郷侯・亭侯・関内侯の爵制が定められた。皇子でない者には王は封じらず宗室には公・侯・伯・子・男（郡公・県公・郡侯・県侯も与えられた場合もあった）があり、功臣には開国郡公・開国県公・開国郡侯・開国県侯・開国侯・開国子・開国男・郷侯・亭侯・関内侯・関外侯等があり、亭侯以上には封邑が与えられた。五等爵の上に「開国」の2字を加えるケースは西晋では少なかったが、東晋になると多く用いられるようになり常に古来からの五等爵と混称されることもあった。魏晋時代以降は民爵については有名無実化し、皇帝を頂点とした皇族と功臣の爵位制度となっていった。
南朝の梁では、おおよそ魏晋代に倣った爵制を定めていた。陳では郡王・嗣王・藩王・開国郡公・開国県公・侯・伯・子・男・沐食侯・郷亭侯・関中関外侯の十二等があった。
北魏の道武帝の396年（皇始元年）に五等爵が定められたが、404年（天賜元年）に五等から王・公・侯・子の四等に減らされた。王は大郡、公は小郡、侯は大県、子は小県が与えられた。その後、再び伯・男の二等が加えられた。皇子と功臣には王が封ぜられた。500年（景明元年）には王・開国郡公・散公・侯・散侯・伯・散伯・子・散子・男・散男の十一等の爵制が定められた。官品との対応は下の表を参照。なお王には官品は適用されていない。
北斉では王・公・侯・伯・子・男の六等に分けられた。官品との対応は下の表を参照。なお王には北魏の場合と同様に官品は適用されていない。
北周の爵位には全て「開国」が加えられている。爵位は王・郡王・県王・国公・郡公・県公・県侯・県伯・県子・県男・郷男の十一等が定められた。

#### 隋・唐・宋・遼・金・元の爵位
隋の文帝の開皇年間に国王・郡王・国公・郡公・県公・侯・伯・子・男の九等爵が設けられた（ただし「国王」については、従属国・朝貢貿易の相手国の君主に対して与える封号としてのみ用いられ、本稿で述べる君主が臣下に与える爵位とは異なる）。この他文献には、郡王・嗣王・藩王・開国郡県公・開国郡・県侯・開国県伯・開国子・開国男・湯沐食侯・郷侯・亭侯・関中・関外侯なども見られる。
中国の爵位は隋代以降基本的には王・公・侯・伯・子・男をベースにしたものとなり唐・宋代に完成した。その後金・元を経て、徐々に簡素化し明代には殷や周のころのように五等や三等であった。清代も基本的に五等爵を基本としていたが、等級を設けていた。
| 官品 | 日本1 | 北魏             | 北斉             | 隋2                            | 唐・遼3          | 宋4              | 金         | 元   |
| --- | ----- | ---------------- | ---------------- | ------------------------------ | ---------------- | ---------------- | ---------- | ---- |
| 正一品 |       | 開国郡公         |                  | 王                             | 王               | 王               | 王         | 王   |
| 従一品 | 公    | 開国県公・散公   | 開国郡公         | 郡王・国公・開国郡公・開国県公 | 嗣王・郡王・国公 | 嗣王・郡王・国公 | 郡王       |      |
| 正二品 | 侯    | 開国県侯         | 散郡公・開国県公 | 開国侯                         | 開国郡公         | 郡公・開国郡公   | 郡公       | 国公 |
| 従二品 | 伯    | 散侯             | 散県公・開国県侯 |                                | 開国県公         | 開国県公         | 郡公       | 郡公 |
| 正三品 | 子    | 開国県伯         | 散県侯・開国県伯 | 開国伯                         |                  |                  | 郡侯       | 郡侯 |
| 従三品 | 子    | 散伯             | 散県伯           |                                | 開国県侯         | 開国侯           | 郡侯       | 郡侯 |
| 正四品 | 男    | 開国県子         | 開国県子         | 開国子                         | 開国県伯         | 開国伯           | 郡伯・県伯 | 郡伯 |
| 従四品 | 男    | 散子             | 散県子           |                                |                  |                  | 郡伯・県伯 | 郡伯 |
| 正五品 |       | 開国県男         | 開国県男         | 開国男                         | 開国県子         | 開国子           | 県子       | 県子 |
| 従五品 | 散男  | 開国郷男・散県男 |                  | 開国県男                       | 開国男           | 県男             | 県男       |      |
| Notes： 1） 日本については品階ではなく位階であるが、類似した制度なため参考として載せた。この爵位と位階の対応は位階令（大正15年勅令第325号）による。 2） 煬帝の時代には王・公・侯は保留された。 3） 遼は唐の制度をそのまま用いた。 4） その後、嗣王・郡公・開国公は保留された。 |       |                  |                  |                                |                  |                  |            |      |

#### 明代の爵位
明代になると皇族たる宗室と功臣や外戚との爵位が異なるようになった。宗室以外の者に与えられる爵位は当初古来からの五等であったが、後に子・男は保留されて公・侯・伯の三等となった。
一方、宗室に与えられた爵位はより複雑なものとなっている。太祖の時代に襲封の制度が定められた。皇子は親王に封ぜられ、親王の嫡長子で10歳に達した者は王世子に立てられ嫡長孫は王世孫に立てられ均しく一品が与えられた。10歳に達した諸子は郡王に封ぜられ郡王の嫡長子は長子に、嫡長孫には長孫に立てられ均しく二品が与えられた。諸子には鎮国将軍が授けられ従一品が与えられ孫には輔国将軍と従二品、曾孫には奉国将軍と従二品、玄孫には鎮国中尉と従四品、来孫には輔国中尉と従五品、六世以下には皆奉国中尉と従六品が授けられた。

#### 清代の爵位
清代の爵位も明代と同様に宗室のものとモンゴル貴族のものと功臣・外戚のものとに分かれていた。宗室のものは和碩親王（hošoi cin wang、ホショイしんのう）・多羅郡王（doroi giyūn wang、ドロイぐんおう）・多羅貝勒（doroi beile、ドロイベイレ）・固山貝子（gūsai beise、グサイベイセ）・奉恩鎮国公（kesi be tuwakiyara gurun be dalire gung、ほうおんちんこくこう）・奉恩輔国公（kesi be tuwakiyara gurun de aisilara gung、ほうおんほこくこう）・不入八分鎮国公（jakūn ubu de dosimbuhakū gurun be dalire gung、ふにゅうはちぶんちんこくこう）・不入八分輔国公（jakūn ubu de dosimbuhakū gurun be aisilara gung、ふにゅうはちぶんほこくこう）・鎮国将軍（gurun be dalire janggin）・輔国将軍（gurun be aisilara janggin）・奉国将軍（gurun be tuwakiyara janggin）・奉恩将軍（kesi be tuwakiyara janggin）があった。一般に爵位は世襲であるが、父の爵位より一級下のものとなる。ただし功勲などにより例外もあった。
ハーンやモンゴル貴族には親王・郡王・貝勒・貝子・公・一等 - 四等台吉（taiji、タイジ）・一等-四等塔布嚢（タブナン）が授けられていた。タイジは本来は太子の意でチンギス・ハーンの子孫の称号であった。タブナンはカラチン三旗とトメット左翼旗でタイジに相当する地位として用いられていた。
下の表は功臣・外戚の爵位の変遷である。
| 超品 （jergici lakcaha）                     | 五備御之総兵官                                                                          | 一等公 （uju jergi gung）                                                          | 一等 - 三等公 （<uju, jai, ilaci> jergi gung）                                     | 一等 - 三等公 （<uju, jai, ilaci> jergi gung）                                                                                       | 一等 - 三等公 （<uju, jai, ilaci> jergi gung）                                                                                       |
| 超品 （jergici lakcaha）                     |                                                                                         |                                                                                    | 一等 - 三等侯 （<uju, jai, ilaci> heo）                                            | 一等侯兼一雲騎尉 （tuwašara hafan） ・一等 - 三等侯 （<uju, jai, ilaci> jergi heo）                                                  | 一等侯兼一雲騎尉 （tuwašara hafan） ・一等 - 三等侯 （<uju, jai, ilaci> jergi heo）                                                  |
| 超品 （jergici lakcaha）                     | 一等 - 三等伯 （<uju, jai, ilaci> be）                                                  | 一等伯兼一雲騎尉 （tuwašara hafan） ・一等 - 三等伯 （<uju, jai, ilaci> jergi be） | 一等伯兼一雲騎尉 （tuwašara hafan） ・一等 - 三等伯 （<uju, jai, ilaci> jergi be） | | |
| 正一品 （jingkini uju jergi）                | 一等 - 三等総兵官 （<uju, jai, ilaci> jergi dzung bing guwan /jergi uheri kadalara da） | 一等 - 三等昂邦章京 （<uju, jai, ilaci> jergi amban janggin）                      | 一等 - 三等精奇尼哈番 （<uju, jai, ilaci> jergi jingkini hafan）                   | 一等子兼雲騎尉 （tuwašara hafan） ・一等 - 三等子 （<uju, jai, ilaci> jergi jingkini hafan）1                                        | 一等子兼雲騎尉 （tuwašara hafan） ・一等 - 三等子 （<uju, jai, ilaci> jergi jingkini hafan）1                                        |
| 正二品 （jingkini jai jergi）                | 一等 - 三等副将 （<uju, jai, ilaci> jergi fujiyang /jergi aililame kadalara da）        | 一等 - 三等梅勒章京 （<uju, jai, ilaci> jergi meilen janggin）                     | 一等 - 三等阿思哈尼哈番 （<uju, jai, ilaci> jergi ashan i hafan）                  | 一等男兼一雲騎尉 （tuwašara hafan） ・一等 - 三等男 （<uju, jai, ilaci> jergi ashan i hafan）1                                       | 一等男兼一雲騎尉 （tuwašara hafan） ・一等 - 三等男 （<uju, jai, ilaci> jergi ashan i hafan）1                                       |
| 正三品 （jingkini ilaci jergi）              | 一等-二等参将 （<uju, jai, ilaci> jergi ts'anjiyang /jergi adaha kadalara da）          | 一等 - 三等甲喇章京 （<uju, jai, ilaci> jergi jalan janggin）                      | 一等 - 三等阿達哈哈番 （<uju, jai, ilaci> jergi adaha hafan）                      | 一等軽車都尉 （uju jergi adaha hafan） 兼一雲騎尉 （tuwašara hafan） ・一等 - 三等軽車都尉 （<uju, jai, ilaci> jergi adaha hafan）1  | 一等軽車都尉 （uju jergi adaha hafan） 兼一雲騎尉 （tuwašara hafan） ・一等 - 三等軽車都尉 （<uju, jai, ilaci> jergi adaha hafan）1  |
| 正三品 （jingkini ilaci jergi）              | 游撃 （iogi /dasihire hafan）                                                           | 一等 - 三等甲喇章京 （<uju, jai, ilaci> jergi jalan janggin）                      | 一等 - 三等阿達哈哈番 （<uju, jai, ilaci> jergi adaha hafan）                      | 一等軽車都尉 （uju jergi adaha hafan） 兼一雲騎尉 （tuwašara hafan） ・一等 - 三等軽車都尉 （<uju, jai, ilaci> jergi adaha hafan）1  | 一等軽車都尉 （uju jergi adaha hafan） 兼一雲騎尉 （tuwašara hafan） ・一等 - 三等軽車都尉 （<uju, jai, ilaci> jergi adaha hafan）1  |
| 正四品 （jingkini duici jergi）              | 備御 （beiguwan）                                                                       | 一等 - 二等牛録章京 （<uju, jai> jergi niru janggin）                              | 一等 - 二等拜他喇布勒哈番 （<uju, jai> jergi baitalabure hafan）                   | 一等騎都尉 （uju jergi baitalabure hafan） 兼一雲騎尉 （tuwašara hafan） ・一等 - 二等騎都尉 （<uju, jai> jergi baitalabure hafan）1 | 一等騎都尉 （uju jergi baitalabure hafan） 兼一雲騎尉 （tuwašara hafan） ・一等 - 二等騎都尉 （<uju, jai> jergi baitalabure hafan）1 |
| 正五品 （jingkini sunjaci jergi）            |                                                                                         |                                                                                    | 拖沙喇哈番 （tuwašara hafan）                                                      | 雲騎尉 （tuwašara hafan）1 | 雲騎尉 （tuwašara hafan）1 |
| 正七品 （jingkini nadaci jergi）             |                                                                                         |                                                                                    |                                                                                    | | 恩騎尉 （kesingge hafan） |
| Notes： 1） 満州語での名称は順治元年と同じ。 |                                                                                         |                                                                                    |                                                                                    | | |

#### 外命婦の封号（女性の爵位）
女性に与えられる爵位に順ずる封号は古来から存在したが、基本的に皇族女子や夫・子によって授けられることが多かった。
唐代には皇伯叔母に大長公主、皇姉妹には長公主、皇女には公主、皇太子の娘には郡主、王の娘には県主、王の母や妻には妃が授けられた。皇室以外では夫や子の品階や爵位によって授けられた。一品および国公の母・妻には国夫人が、三品以上の母・妻には郡夫人が、四品以上の母・妻には郡君が、五品以上の母・妻には県君が、散官や同職事には郷君がそれぞれ封ぜられた。
宋代では当初は唐とほぼ同様の制度が用いられていたが、公主から帝姫に一時期変更されていたことがあった。また郡君を淑人・碩人・令人・恭人に、県君を室人（後更に宜人）・安人・孺人に分けるようになった。
明代では公の母・妻は国夫人、侯の母・妻は侯夫人、伯の母・妻は伯夫人が授けられた。また、一品は夫人が授けられていたが、後には一品夫人と呼ぶようになった。二品は夫人、三品は淑人、四品は恭人、五品は宜人、六品は安人、七品は孺人がそれぞれ授けられた。
なお、母・祖母などには「太」の字が加えられた（国太夫人や郡太君、伯太夫人など）。これは、皇太后・太皇太后などの用例と同じものだと考えられる。

### 朝鮮における爵位
朝鮮では主に王族、外戚、功臣に対して勲爵、爵号が授与される。王族のうち国王の嫡出子は大君、庶子は君。王婿には尉の爵号が授けられた。また国王の実父は大院君の号が贈られるが、王舅または王世子の舅には府院君、また功臣も正一品の位階にある臣下は府院君または君の爵号を授けられた。

### タイにおける爵位
タイでは国王、王族、外戚を対象とした複雑な階級とそれに伴う称号があり、それをラーチャウォンと呼ぶ。

### カンボジアにおける爵位
カンボジアでは国家の経済発展に貢献した経済人に対し、勛爵の爵位を授けている。この爵位獲得には、最低でも10万米ドルの寄付を要件としている。

### マレーシアにおける爵位
マレーシアでは、各州のスルターン一族、および州ないしは国家の発展に貢献した人物（外国人も対象となる）に対し、勲章に伴う称号を授けるダルジャー・クブサラン（Darjah Kebesaran）という制度がある。称号を授けるのは、アゴンおよび各州のスルターンである。そのため、各州と連邦政府からそれぞれ称号を授与された結果、一人で複数の称号を持つに至る人物もいる。
スルターン一族に対する称号を除き、称号は一代限りで世襲されない。ただしムスリムの場合は、父親の名前の前（自分の名前の後）に父親に授けられた称号をつけることができる。また、夫が称号を授与された場合、その妻は夫と同じ称号を名乗ることはできないもの、その称号を保持する者の妻であることを示す称号が別途あるため、それを名乗ることができる。
称号を授与された主な日本人
- 立花聡[25]

## 西洋の爵位

### ヨーロッパにおける爵位

#### 成立過程
ヨーロッパの爵位は総じて一定の行政区域の支配を担当する官職が、中世に地方分権の過程で世襲化されたものである。その中にはローマ帝国の官職に由来する場合（公爵、伯爵など）もあれば、封建制の進行過程で新たに創設された場合（辺境伯、男爵など）もある。これらの「爵位」と呼ばれる役職は当初ローマなどと同様に任期制の官職として用いられたものが、王権の弱体化によって地方の有力者による世襲を許してしまったことによって成立したものが多い（フランク王国の設置したバルセロナ伯を独断で世襲化したギフレー1世（多毛伯）などが典型例であろう）。
和訳に際しては中国や日本の爵位に相当する名称を当てているが、厳密には、ヨーロッパの爵位と東洋の爵位とが対応するとはいい難く、また同じ欧州内でも全く異なる経緯を辿って成立しつつも便宜的に類似した爵位とされているケースもある。すなわち、ヨーロッパの爵位に対し、東洋の爵位の上下の序列を踏襲したおおよその訳語が伝統的に当てられているに過ぎない。またこの対比表もあくまで一例を挙げたものに過ぎず、同じ国の爵位であっても時代と共に変化してもいるので、ある国のある爵位が別の国のどの爵位と同じかということは一概には言えない（プリンス、公、侯も参照のこと）ので注意を要する。

#### 日本の華族制度における爵位との違い
元来、欧州においては、「爵位」という名誉は家系に対してのみ与えられているのではなく、爵位（官職）が担当する地域の領主権（公爵領、侯爵領、伯爵領など）に紐づいたものだった。つまり特定の地域が何らかの爵位が担当する区域であるなら、その区域を支配する特権を王や皇帝の封建的臣下として承認された人物こそが爵位を名乗ることになる。もっとも封建制が廃された近現代以降はこのような封建領主としての特権は名目的なものに過ぎなくなっている。例えばビルマのマウントバッテン伯爵がビルマの封建領主としての権利を行使したことはない。名目上ある地域の支配権と紐づいている称号という意味では伝統的な欧州の爵位に近いのは日本の国司と言える。また近現代以降に貴族に封じられたケースであれば従前の家名を爵位名とすることも多い。
こうした点は家柄に与えられる格付に過ぎず、名目上も領主権と切り離されている日本の華族制度における爵位とは異なる。例えば華族制度ではある一つの家がもつ爵位が上下することがあっても、複数の爵位を保持することはありえない。しかしヨーロッパでは所領が複数あり、それらに爵位が付随していれば、一つの家が複数の爵位を持つことがありえ、別段珍しいことではない。また、こうした複数の爵位を保持する家の場合、最も重要な爵位以外を切り離して嫡男以外に分け与えることもできる。このような違いは欧州の貴族は封建諸侯が近代以降その封建的特権を喪失しつつも従前の名誉称号を保ったものであるのに対して、日本の華族制度が封建的特権を失った諸侯に対する救済、慰撫措置として創設されたという歴史的沿革の相違に原因を求めることができる。
なお、行政区域を担当する官職の世襲化が困難であった古代ローマや西欧とは異なる歴史を歩んだ東ローマ帝国などではこれと全く違う体系の爵位制度が用いられていた（Royal and noble ranksを参照）。

#### 言語ごとの爵位表記
| 日本語 | 英語                    | フランス語   | イタリア語    | スペイン語         | ドイツ語       | デンマーク語 | ノルウェー語 | スウェーデン語 | フィンランド語 | ロシア語       | ロシア語        | ラテン語9       |
| --- | ----------------------- | ------------ | ------------- | ------------------ | -------------- | ------------ | ------------ | -------------- | -------------- | -------------- | --------------- | --------------- |
| 大公 | Grand duke              | Grand-duc    | Granduca      | Gran duque         | Großherzog     | Storhertug   |              |                |                | Великий герцог | Velikiy gertsog | Magnus dux      |
| 大公 | Archduke6               | Archiduc6    | Arciduca6     | Archiduque6        | Erzherzog6     |              |              |                |                | Эрцгерцог6     |                 | Archidux6       |
| 大公 | Grand prince Grand duke | Grand-prince | Gran principe | Gran príncipe      | Großfürst      | Storfyrste   |              |                |                | Великий князь  | Velikiy kniaz   | Magnus princeps |
| 大公 公爵 | Duke1                   | Duc          | Duca          | Duque              | Herzog1        | Hertug       | Hertug       | Hertig         | Herttua3       | Герцог         | Gertsog         | Dux             |
| （大公 公爵 侯爵） | Prince1                 | Prince       | Principe      | Príncipe           | Fürst1         | Fyrste       | Furst3       | Furste3        | Ruhtinas3      | Князь Фюрст    | Kniaz4 Furst    | Princeps        |
| （親王 王子 公子 など） | Prince1                 | Prince       | Principe      | Príncipe Infante10 | Prinz          | Prins        | Prins        | Prins          | Prinssi        | Принц          |                 | Princeps        |
| 侯爵 | Marquess Marquis7       | Marquis      | Marchese      | Marqués            | Marquis        | Markis       | Marki        | Markis3        | Markiisi3      | Маркиз         | Markiz          | Marchio         |
| 辺境伯 | Margrave7               | Margrave     | Margravio     | Margrave           | Markgraf2      | Markgreve    | Markgreve    | Markgreve      | Rajakreivi     | Маркграф       |                 | Marchio         |
| 伯爵 | Earl Count              | Comte        | Conte         | Conde              | Graf           | Jarl Greve8  | Greve        | Greve          | Kreivi         | Боярин         | Boyar4          | Comes           |
| 子爵 副伯 | Viscount                | Vicomte      | Visconte      | Vizconde           | Vizegraf       | Vicomte      | Visegreve    | Vicomte        | Varakreivi     | Виконт         |                 | Vicecomes       |
| 男爵 | Baron                   | Baron        | Barone        | Barón              | Baron Freiherr | Baron        | Baron        | Baron Friherre | Paroni         | Барон          |                 | Baro            |
| 準男爵 | Baronet5                | Baronnet     | Baronetto     | Baronet            | Baronet        | Baronet      |              | Bronet         | Baronetti      | Баронет        |                 |                 |
| 勲功爵 勲爵士 騎士 | Knight5                 | Chevalier    | Cavaliere     | Caballero          | Ritter         | Ridder       | Ridder       | Riddare3       | Ritari         | Рыцарь         |                 | Miles Eques     |
| Notes： 1） ドイツやデンマークではHerzogやHertugは、FürstやFyrsteより上位である。イギリスでは封号としてのPrince（Prince of Walesのみ）も王族の称号としてのPrinceも、いずれも当然ながらDukeよりも上位である。また日本の「公爵」もPrinceと英訳されることが多いが、同じくPrinceと訳される親王や王との混乱が生じるもととなっている。 2） 和訳は辺境伯。英訳はMargrave。ドイツではLandgraf（方伯）、Pfalzgraf（宮中伯）とほぼ等しい地位で時にはFürstよりもさらに上位と見なされることもあった。 3） 現在、国内では用いられていない。 4） ロシア国内の貴族向けに2つの爵位、公（Kniaz）と伯（Boyar）のみが用いられ、それ以外の爵位は他国の爵位のロシア語訳である。公（Kniaz）は、元はルーシの諸公国の君主号であった。 5） イギリスでは厳密には貴族に含めない。 6） ハプスブルク家の用いた称号。詳細はオーストリア大公を参照。 7） 語源が同じ爵位であるが、多くの言語においてMarquessやMarquisとMargraveとは区別される。 8） イギリス以外のCountやGrafなどはGreveと訳される。イギリス国内でもスコットランドの侯爵はMarquisと綴る。 9） ラテン語の部分は由来となったか、あるいは対応するとされるローマの官職・称号である場合が多い。ローマ時代には世襲化されていなかった（≠爵位）ものである。 10） Príncipeはスペイン王位継承者の王子の称号、Infanteは王位継承権のない王子の称号。 |                         |              |               |                    |                |              |              |                |                |                |                 |                 |

#### 各爵位
Duke
語源は古代ローマの有力者に与えられる称号で、後に地方司令官を指す言葉となったラテン語のドゥクス（Dux）。帝政後期に入るとローマ帝国は異民族の首長にDuxの称号を与えるようになった。4世紀には文官と武官が分かれ、Duxはそれぞれの軍団の司令官の職名に使われた。同様のComes mei militarisはduxの部下であり、のちCountとなる。
この事象の一端であったフランク人はローマの影響を受けてDux/Duces（将軍）を用いるようになった。Duxは軍団の司令官であり、同時に郡の執政となった。シャルルマーニュが辺境を平定したのち諸氏族の氏族長にもDux/Ducesの称号が与えられ、フランク王国の宗主権を認めさせた。これらの称号は世襲され、公爵領となった。いっぽうでDux/Ducesは王子にも用いられる習慣も広がった。この制度はフランク以外の地域にも広がり、イングランドではエドワード黒太子が初の公爵（コーンウォール公）となった。
Marquess
Marquessはゲルマン語の称号Markgraf（marka 境界線+Graf 伯）に由来し、しばしば「辺境伯」と訳される。英語ではMargraveと綴る。はじめはカロリング朝フランクで辺境を守る武将の役職名でフランク王国東部のローマ帝国との国境線に多く配された。しだいに貴族の称号となってゆきDukeの次、CountないしEarlの上という序列がつくられた。その後ヨーロッパ各国もこれを導入し、13世紀から14世紀にかけてMargrave／Marquessは貴族の称号として一般的に定着していった。
Earl
9世紀、スカンジナビアのデーン人が非王族軍指揮官として任命したのが始まりである。石碑や出土した武器などからHerul／Jarlの文字が見つかっているが、そもそもは北欧神話の神・Rígの伝説（リーグルの詩）に端を発する。
Rígは旅の途中で農民の老夫婦の家に泊まり、老夫婦はRígに粗末な食事を出した。9ヶ月後に夫婦の間に子ができ、褐色の肌を持つ子はThrall／serfと名付けられた。これが奴隷（slave）の祖先である。次に辿りついたのは工芸職人の家で彼らはRígにより上質な食事を提供した。やはり9ヶ月後に職人夫婦の間に子が生まれ、Karlと呼ばれるようになった。赤毛で赤ら顔のKarlは農民・職人の始祖となった。最後に泊まったのは豪邸で豪邸の若夫婦はすばらしい食事を出した。その後同様に子ができた。その赤子は金髪碧眼でJarlと名付けられ、貴族の祖先とされた。
デーン人はイングランドに移住してからもEarlを用いた。「太守」もしくは「伯」と訳され、各州に配置されて州の統治が任務だった。当初は一代かぎりの役職だったが、すぐに世襲されるようになった。のちにヨーロッパ各国のCountと同じように用いられるようになり、12世紀以降は役職名ではなく称号として用いられた。
Count
ローマ帝国のComesは廷臣の階級のひとつであった。文官のComesと武官のComesがあり、Duxが部下として指名した。
中世のフランク王国やゲルマン地域ではCount Palatine（パラティンとよばれる自治州を領有し、そのなかではほぼ完全な自治権を有していた）、Comes Sacrarum Largitionum（王室財政を管掌する職）などがあった。当初は任命制だったが、その強大な権力により次第に世襲されるようになった。中世になると伯爵領はCountyと呼ばれるようになり、これが現在の州「カウンティ」に受け継がれている。領主としての伯爵の地位は近世以降しだいに称号化し、他の爵位をあわせて社会の序列をあらわす名称へと変化していった。
Viscount
「副伯」というニュアンスでフランス、スペイン等で使われていた。イングランドではシェリフ相当の爵位として14世紀に創設された。ドイツ語圏では城伯（都市伯）Burggrafがこれに相当すると言える。またドイツ貴族であっても、フランス王による冊封を受けViscount（Vizegraf）の爵位を持つ例もある。
Baron
自由民を表す言葉で後に領主一般を指す言葉となり、最終的にViscount以上の爵位を持たない領主の爵位（男爵）となった。ドイツ語圏やスコットランドでは男爵に相当するものにFreiherrやLord of parliamentが使われ、Baronはそれより低い称号になっている。スコットランド語でBaronyは荘園を意味し、荘園領主・小規模領主にBaronが用いられた。

### フランスの爵位
フランスの爵位は13世紀、国王フィリップ3世が貴族身分を制定したのが始まりで18世紀に王族の大公を筆頭に公爵、侯爵、伯爵、子爵、男爵、騎士、エキュイエ（平貴族）までの階梯が確立した。フランス革命で爵位制度は一度廃絶されたが1814年の王政復古により、ナポレオン帝政下の帝政貴族と王朝貴族が併存する形で爵位制度が復活するものの貴族の特権は伴わず爵位は純然たる名誉称号と化した。第三共和政以後は私的に用いる以外その効果を失った。